# Stefan Kaiser (Künstler)

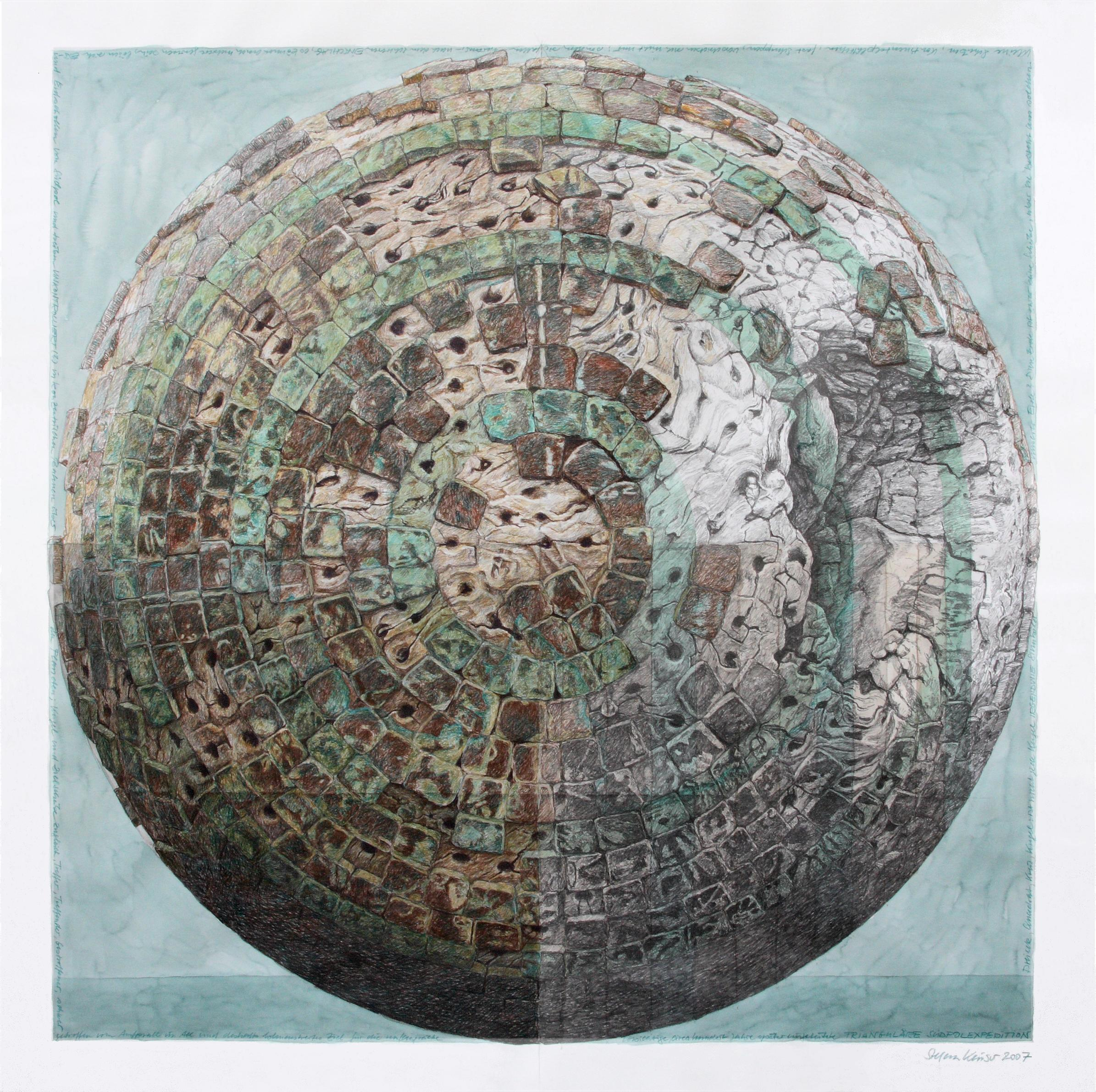
Stefan Kaiser: Trianguläre Südpolexpedition (2007). Aus der Werkgruppe „Boules cloutées“

Stefan Kaiser (* 13. Juli 1952 in Viersen) ist ein deutscher bildender Künstler, Zeichner, Bildhauer, Kupferstecher und Kunsterzieher.

## Leben

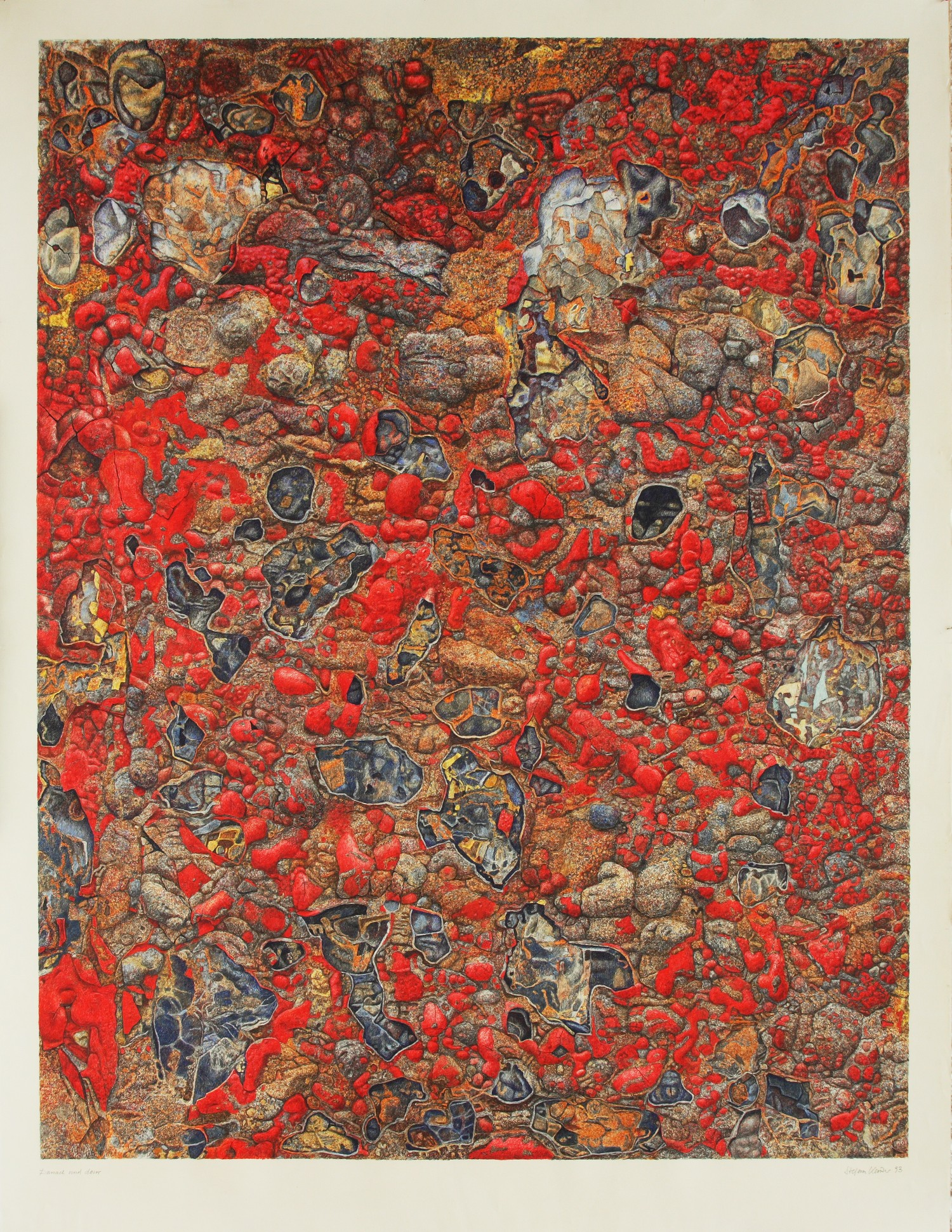
Stefan Kaiser: Danach und davor (1993; Farbstift und Bleistift, 145 × 110 cm)

Stefan Kaiser wuchs in einer Kunst liebenden Familie auf; seine Mutter war die Fotografin Ruth Kaiser und sein Vater der Künstler und Kunstpädagoge Hanns-Josef Kaiser (1920–2017); sein Bruder (* 1950) ist der Schriftsteller Reinhard Kaiser. Kaiser besuchte das Viersener „Humanistische Gymnasium“ (heute: Erasmus-von-Rotterdam-Gymnasium) und studierte von 1971 bis 1976 an der Kunstakademie Düsseldorf bei Joseph Beuys und Erwin Heerich. Seit 1978 ist er als Kunsterzieher, Zeichner und Bildhauer tätig. Von 1986 bis 1989 hatte er einen Lehrauftrag für den Bereich Design an der Fachhochschule Dortmund. 1990 eröffnete er ein Atelier in Viersen. Zahlreiche seiner Werke befinden sich im öffentlichen Raum, unter anderem einige Gedenktafeln, so beispielsweise für die ehemaligen Viersener Synagogen (1988), für die früheren Stadttore in Dülken (1993) und für den Maler Hermann Schmitz (1996). Er gestaltete die Wappen der Viersener Partnerstädte auf dem Remigiusplatz (1991) und den Duisburger U-Bahnhof St.-Anna-Krankenhaus direkt neben dem St.-Anna-Krankenhaus. Seine Zeichnungen befinden sich unter anderem in den öffentlichen Sammlungen von Schloss Rheydt (Mönchengladbach), des Museums Katharinenhof (Kranenburg), des Steintormuseums, des Mönchengladbacher Museums, des Hauses Spiess (Erkelenz) und der Stadt Viersen.
Kaiser ist verheiratet und hat drei Kinder; er lebt in Viersen.

## Kunst-Zyklen
Der erste Zyklus (1982/83) setzte sich aus 16 Einzelzeichnungen zusammen. Unter dem Titel „Ein besonderer Ort“ bildeten sie ein 360-Grad-Panorama.
1995 entstand Kaisers Jahreszyklus „ZEIT-Geschichten“. Wöchentlich entstand ein großformatiges Blatt, das mit einem Ausschnitt aus der jeweiligen Ausgabe der Wochenzeitschrift Die Zeit gekennzeichnet wurde. Themen waren kleine alltägliche Fundstücke, die der Künstler eher zufällig entdeckt hatte. Sie wurden realistisch in starker Vergrößerung gezeichnet. Dadurch gelang es Kaiser, wie der Duisburger Kunstprofessor Hans Brög schrieb, „Bedeutungsrudimente, sollten sie von den Fundstücken selbst noch transportiert worden sein, auszulöschen und stattdessen überraschende semantische Felder zu generieren. Wichtige, unterstützende Maßnahme ist dabei das Arrangement, die Position der Figur auf dem (Bild)-Grund.“
In den Jahren 1997 bis 1999 entstanden die Texte und Zeichnungen zur Mappe „Der Hagrines-Kasten“. Über die großformatigen Bleistiftzeichnungen des 2002 bis 2004 entstandenen Zyklus „Genesis“ sagte Christian Krausch, sie böten „parallel zur Genesis neue Geschichten, so wie Kaisers Zeichnungen grundsätzlich neue Sichtweisen erlauben. Nie geht es nur darum, etwas perfekt abzuzeichnen und zu vergrößern. Vielmehr erweitern Kaisers Arbeiten den Fundus an Informationen über ein Ding oder eine Sache, wissend, dass in jedem Ding und in jeder Sache meist mehr verborgen ist, als oberflächlich zu erkennen ist.“
Den Werkgruppen „Boules cloutées“ (2006–2012) und „Kopfbuchen“ (2008–2010) folgen seit 2012 die „Himmelsbilder“, in denen Kaiser Zeichnung und Fotografie in ein neuartiges Spannungsverhältnis bringt.

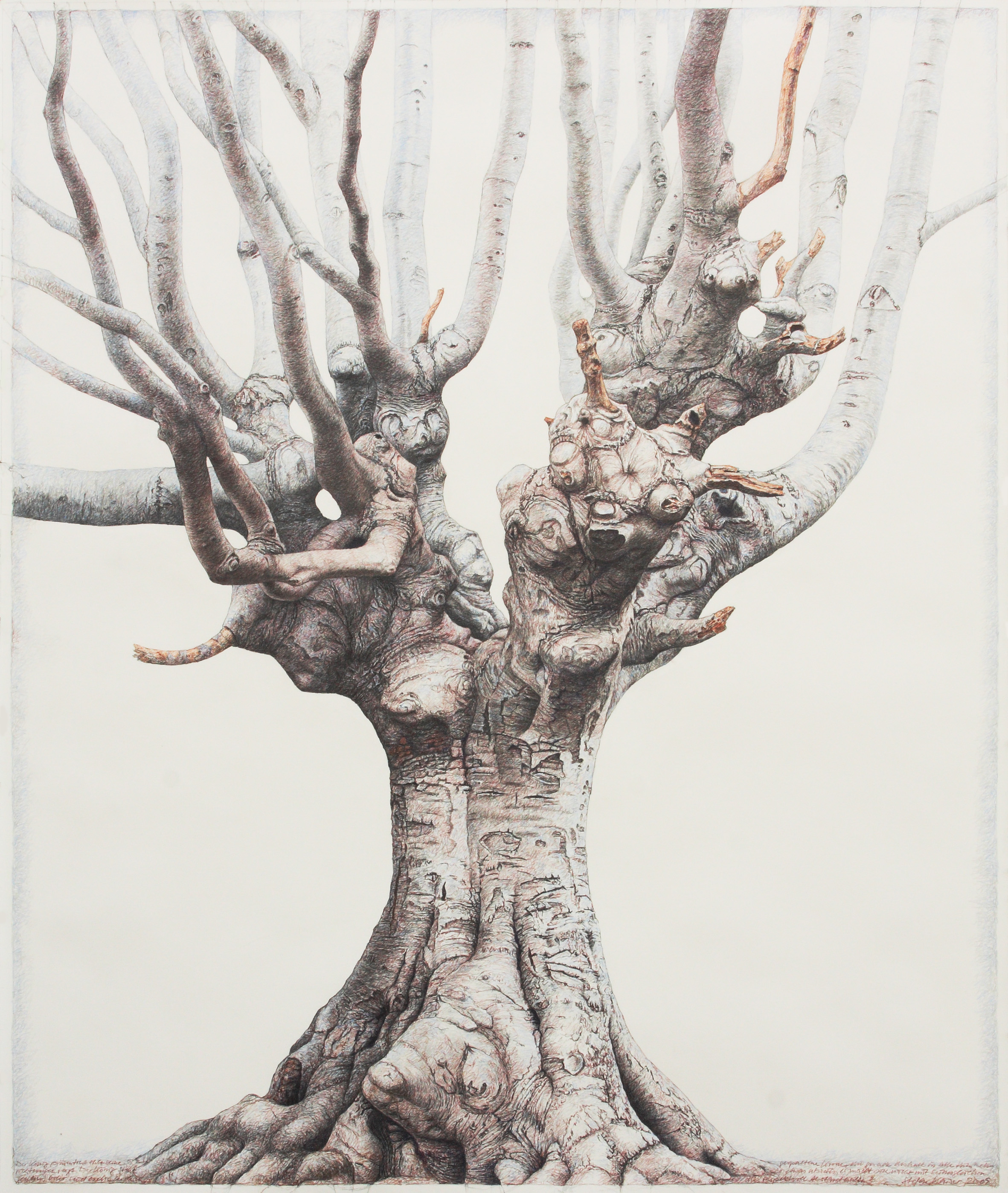
Der König. Zeichnung (2009) von Stefan Kaiser aus der Werkgruppe „Kopfbuchen“ (2009)

## Ausstellungen und Veröffentlichungen

### Einzelausstellungen
- 1984: Museum Abteiberg, Mönchengladbach
- 1986: Städtische Galerie im Park Viersen
- 1988: Werner-Jaeger-Halle, Lobberich
- 1991: Galerie Peschken, Krefeld
- 1993: Haus Spiess, Erkelenz
- 1994: Galerie Noack, Mönchengladbach
- 1998: Städtisches Kramer-Museum, Kempen
- 1999: Katharinenhof, Kranenburg
- 2004: GKK Kunstspekturm; Krefeld
- 2005: Galerie Judith DieLämmer, Grevenbroich
- 2008: Galerie Alte Lateinschule, Viersen
- 2010: Werner-Jaeger-Halle, Nettetal
- 2011: Galerie Meta Weber, Krefeld
- 2012: Galerie Alte Lateinschule (mit Georg Ettl), Viersen
- 2014: Galerie Roy, Zülpich
- 2015: Galerie Meta Weber, Krefeld
- 2016: Galerie Judith DieLämmer, Grevenbroich, Kunstpreis der Galerie
- 2017: Orangerie Kloster Kamp, Kamp-Lintfort
- 2017: GKK Kunstspektrum, Krefeld

### Gruppenausstellungen und Ausstellungsbeteiligungen
- 1982: Schloss Rheydt, Mönchengladbach
- 1983: Kaiser-Wilhelm-Museum, Krefeld
- 1995: Chateau de Baugé (Frankreich)
- 2000: Forum für Kunst, Heidelberg
- 2006/07: Große Kunstausstellung NRW, Düsseldorf
- 2008: Schloss Wickrath
- 2009: Städtische Galerie im Park Viersen (Viermal Kaiser)

### Kataloge und andere Veröffentlichungen
- Stefan Kaiser. Ein besonderer Ort. Panorama aus sechzehn Zeichnungen. Städtisches Museum Abteiberg, Mönchengladbach 1984
- Zeitgeschichten. 52 Zeichnungen. Verlag Christian Fochem, Krefeld 1996, ISBN 3-928668-26-9
- Der Hagrines-Kasten. In: Muschelhaufen. Jahresschrift für Literatur und Grafik. Bd. 41, Viersen 2001
- Reinhard und Stefan Kaiser, Albert Pauly: Viermal Kaiser. Ruth • Hanns-Josef • Reinhard • Stefan. Begleitbuch zur Ausstellung in der Städtischen Galerie im Park Viersen. Viersen 2009, ISBN 978-3-9808779-8-5
- Reinhard Kaiser: Monsieur Dupont wacht auf (1965). Mit Zeichnungen von Stefan Kaiser. Faksimileausgabe für die Freunde des Verlages, Frankfurt: Schöffling 2000

## Zitat
„Die Intensität der Interpretation kommt daher, daß der Gegenstand, den er sich hinstellt oder hinhängt, in aller Sorgfalt, ohne Projektionen, in eine große Form überführt wird, und zwar zunächst einmal mit ganz tastenden, unbestimmten Linienverläufen, die anfangen, die Realität das Abgebildeten ganz allmählich ins Bewußtsein zu heben, und nicht nur in das Bewußtsein des Betrachters, sondern auch in das Bewußtsein dessen, der die Zeichnung macht. Grob gesagt könnte man sagen: die Gegenstände, die Stefan Kaiser in seinen Zeichnungen behandelt, stellen das Äußerste an Verwandlung dar. Kunst hat ja mit Metamorphosen unentwegt zu tun. Diese Art der wirklichen Verwandlung eines an sich überhaupt nicht beachtenswerten Gegenstandes kommt in die Nähe der Einmaligkeit, der Einmaligkeit dessen, was in den unscheinbarsten Gegenständen unserer täglichen Umgebung vorhanden ist.“